# Ковтун, Андрей Александрович
Андре́й Алекса́ндрович Ко́втун (укр. Андрій Олександрович Ковтун; род. 28 февраля 1968, Нежин, Черниговская область) — советский и украинский футболист, мастер спорта СССР (1986), мастер спорта СССР международного класса (1990), вратарь и футбольный тренер. Выступал за сборную Украины.

## Карьера

### Игровая

#### Клубная
Воспитанник киевского футбольного интерната. По окончании последнего зачислен в дубль киевского «Динамо». В 1990 году перешёл в донецкий «Шахтёр», где за 2 года провёл 44 матча. С 1992 снова в «Динамо», но основным вратарем так и не стал. В 1994 году полсезона отыграл за «Кривбасс», после чего провёл сезон за киевское «Динамо». В 1996—2001 годах — основной вратарь полтавской Ворсклы. В 2001—2002 годах играл за «Закарпатье», после чего завершил игровую карьеру.
В высшей лиге чемпионата Украины провёл 80 «сухих» матчей. Отбил 7 из 28 пробитых пенальти.

#### В сборной
За сборную Украины сыграл 2 игры, пропустил 4 гола.
Дебютировал 27 апреля 1993 года в товарищеском матче со сборной Израиля (1:1).
Свой второй (и последний) матч за сборную провёл 26 июня 1993 года против сборной Хорватии (1:3).
За сборную играл, будучи вратарем дубля киевского «Динамо».
| Матчи в составе сборной Украины по футболу | Матчи в составе сборной Украины по футболу | Матчи в составе сборной Украины по футболу | Матчи в составе сборной Украины по футболу | Матчи в составе сборной Украины по футболу | Матчи в составе сборной Украины по футболу | Матчи в составе сборной Украины по футболу | Матчи в составе сборной Украины по футболу | Матчи в составе сборной Украины по футболу | Матчи в составе сборной Украины по футболу | Матчи в составе сборной Украины по футболу | Матчи в составе сборной Украины по футболу | Матчи в составе сборной Украины по футболу |
| N                                          | №                                          | Дата                                       | Место                                      | Турнир                                     | Соперник                                   | Счёт                                       | Голы                                       | Минуты                                     | Замены                                     | Наказания                                  | Клуб                                       | Примечание                                 |
| ------------------------------------------ | ------------------------------------------ | ------------------------------------------ | ------------------------------------------ | ------------------------------------------ | ------------------------------------------ | ------------------------------------------ | ------------------------------------------ | ------------------------------------------ | ------------------------------------------ | ------------------------------------------ | ------------------------------------------ | ------------------------------------------ |
| 1                                          | 5                                          | 27.04.1993                                 | Украина, Одесса, «Центральный стадион ЧМП» | Товарищеский матч                          | Израиль                                    | 1 : 1                                      | 55′                                        | 90                                         |                                            |                                            | «Динамо» (Киев)                            |                                            |
| 2                                          | 7                                          | 26.06.1993                                 | Хорватия, Загреб, «Максимир»               | Товарищеский матч                          | Хорватия                                   | 1 : 3                                      | 13′, 47′, 81′                              | 90                                         |                                            |                                            | «Динамо» (Киев)                            |                                            |
| Итого:                                     | Итого:                                     | Итого:                                     | 2 игры; +0 =1 −1; голы 2:4 (−2)            | 2 игры; +0 =1 −1; голы 2:4 (−2)            | 2 игры; +0 =1 −1; голы 2:4 (−2)            | 2 игры; +0 =1 −1; голы 2:4 (−2)            | −4                                         | 180 мин.                                   | 180 мин.                                   |                                            |                                            |                                            |

### Тренерская
По окончании карьеры некоторое время был тренером вратарей в команде «Княжа» у Виталия Левченко, сыграв при этом несколько матчей. Затем занимался мелким бизнесом в родном Нежине. Вскоре снова вернулся в футбол — отработал полгода тренером в команде «Еднисть» (Плиски). Потом оказался в киевском ЦСКА. Одновременно играл в любительской команде «Ирпень» из Гореничей, в которой в 2008 году выиграл Кубок Украины среди любителей. С 2011 года — тренер вратарей «Александрии».

## Достижения
- Чемпион Европы среди молодёжных команд: 1990
- Чемпион Украины (4): 1993, 1994, 1995, 1996
- Обладатель Кубка Украины (2): 1993, 1996
- Чемпион IX Спартакиады народов СССР 1986